# Silnik hydrokinetyczny
Silnik hydrokinetyczny – silnik hydrauliczny zamieniający energię kinetyczną cieczy w energię mechaniczną.
Silnikami hydrokinetycznymi są:
- koło wodne
- turbina wodna